# 計算機工程

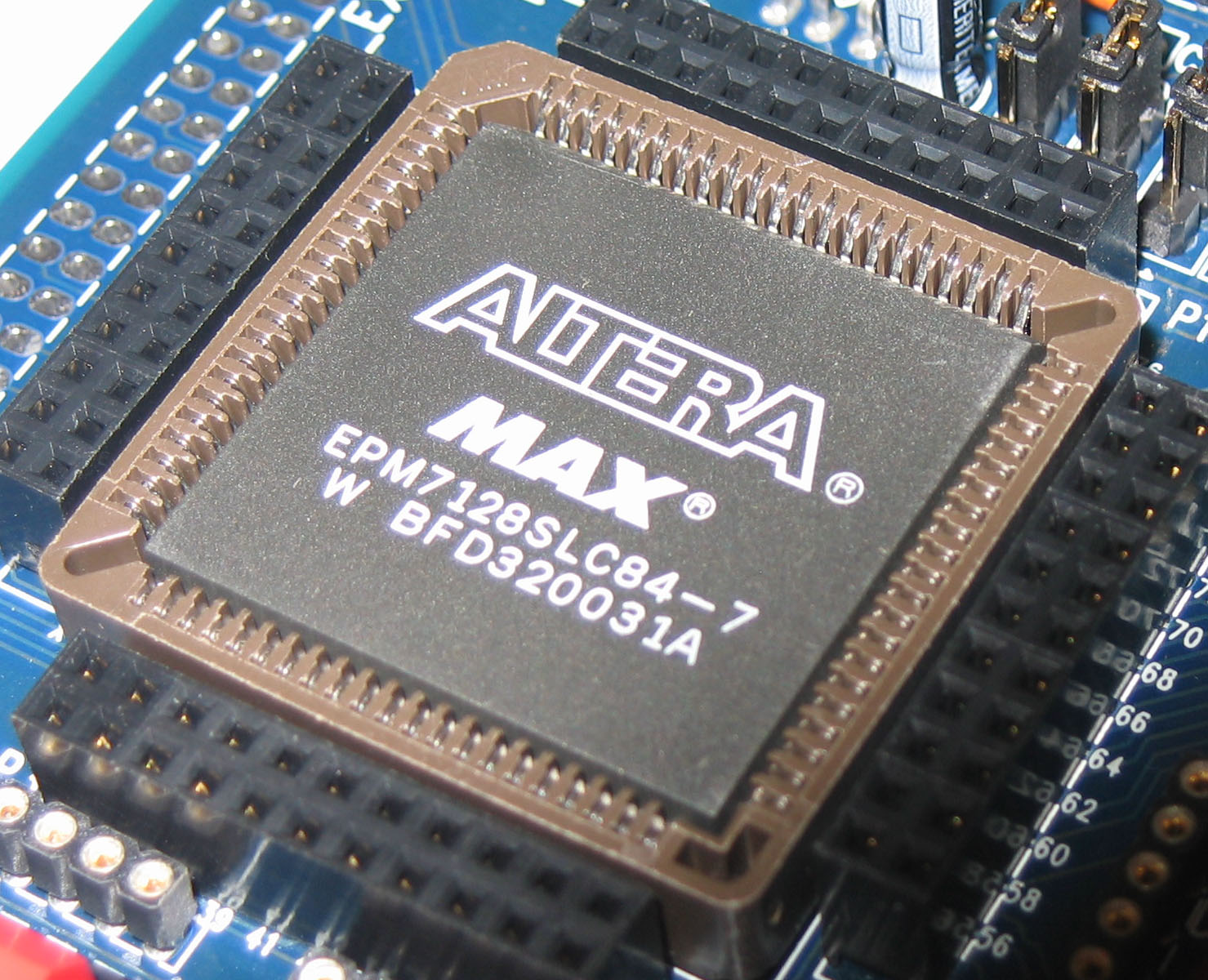
计算机工程师可以在电子设计自动化软件的辅助下在现场可编程逻辑门阵列上实现超大规模集成电路。

计算机工程（英語：computer engineering）一个結合计算机科学和电子工程学的部分交叉领域为内容的工程学，其主要任务是设计及实现计算机系统。计算机工程师通常受过专业的电子工程、软件设计和软硬件集成综合技能的培训。计算机工程师的工作涉及了许多有关计算机的硬件和软件，其关注范围包括微处理器、个人电脑、超级计算机和电路设计（特别是集成电路的设计）等。计算机工程并不仅仅关注计算机系统本身的工作，还致力于多个计算机组成更大规模的分布式系统。
涉及计算机工程的常见工作包括为嵌入式系统、微控制器、超大规模集成电路的编写设计软件代码和韌體，此外还常常结合模拟的传感器、混合信号集成电路的设计，以及参与操作系统的设计。计算机工程和机器人的研究和设计也有一定的关联，特别是那些大量依靠数字系统来进行电动机、電腦輔助溝通、传感器相关系统监视、控制的机器人系统。
在许多高等院校，计算机工程的学生可以选择计算机工程的某一个专业方向进行深造。与计算机设计与应用相关知识包罗甚广，有些甚至已经超出了本科教育的范围，而另一些院校则要求其学生在选修计算机工程的专业课程之前，先完成一年的普通工程学课程。

## 内容
大多数计算机工程相关的分支专业关注计算机软件设计以及硬件元件的研究、开发、设计与测试。这涵盖了电路板、微处理器到应用产品的设计。有时，升级硬件产品，并配备更新的软件，可以达到更高的工作效率。多数计算机工程师在研究院或者高科技产业园区之类的地方工作。有的政府机关也会雇佣计算机工程人员。根据美国的劳动统计部门，95%的計算機工程师在城市里工作，他们一般都全职工作。其中25%的工作要求每周工作时间超过40小时。计算机硬件工程的中等年收入为98,810美元（相当于每小时47.5美元）。计算机硬件工程领域在2010年提供了70,000个工作岗位。

## 专业领域
根据不同的研究、应用侧重，计算机工程可以分为下面这些专业领域。

### 软件代码、密码学和信息安全
从事这一分支领域的工程师的工作包括信息的编码、解码，设计开发密码技术、网络安全、知识产权保护等。随着信息化的到来，计算机系统和互联网的安全成为一个关系到国家安全的问题，许多国家设立了专门的机构进行这一分支学科的研究。在民用领域，移动电话通信的保密也是这领域计算机工程师的工作重心之一。

### 通信和无线网络
这一分支是电子学、通信技术和计算机科学的交叉领域，主要关注无线网络的通信质量和效率。高质量的无线网络对于军事上的远程控制至关重要，同时对于扩展民用便携设备的功能也至关重要。这一领域的工作人员需要研究信号的调制、解调，高清信号的压缩，可容错系统，以及降低信号在传输过程中出错的几率的方法。他们的研究涵盖了从基础的信号理论到实际的通信产品的广大范围。

### 计算机编译器和操作系统
这一领域主要包括计算机編譯器和操作系统的设计和开发。研究人员会设计更新的操作系统体系结构、更有的程序分析技术和提高程序可靠性。

### 计算科学与工程
计算科学与工程是一个较新的分支领域，和数学学科交叉较多。这一领域的工程技术人员主要考虑更优的计算方法、建模方法。他们的理论在超大规模集成电路的设计验证、半导体器件制造参数的确定、雷达系统的分析方面有着重要的应用。

### 计算机网络、移动计算和分布式系统
这个分支学科重点研究由多个计算机构成一个整体，并通过合理的方式来提高其共同工作时的效率。现代的科学技术研究、日常生活常常涉及大量数据的处理，这时，基于计算机网络的计算机集成系统（计算机集群）就能发挥其高超的计算能力，这在气象监测预报、生物科学探索等情况应用广泛。

### 计算机系统：体系结构、并行计算和可靠性
这一领域的工程技术人员主要致力于研究提高计算机系统可靠程度、安全性和运算性能的方法。他们的工作可能包括设计用于多线程任务的微处理器等。他们也从事新的基础理论、算法和计算机工具的设计开发工作。

### 计算机视觉和机器人学
通过机器“观察”外部信号的改变，并做出合适的处理，可以进一步提高计算机的能力。这一技术的前提是开发出高效的视觉传感软硬件，即能够快速捕捉周围环境的信息，并在短时间内用合适的信号来指代这些信息，然后还需要在计算机系统内部进行处理，最后让类似机器人的设备做出反应。这是人们一直希望能够实现的。当然，要研制出高性能的机器人，还需要强大的人类行为建模、图像处理以及人机界面等等。

### 嵌入式系统

计算机的许多周边设备都使用了小型的嵌入式系统

这一专业领域内的工程师主要从事嵌入式系统的设计，致力于提高其速度、可靠性和工作特能。嵌入式系统存在于许多日常产品，从小型的收音机到大型的航天器中都可看到它的身影。现代的移动设备功能日渐强大，离不开高性能的网络技术和嵌入式系统。

### 集成电路设计、测试和计算机辅助设计
计算机工程的集成电路分支主要包括电子学和电子系统的相关知识。这一领域主要致力于提高下一代超大规模集成电路及相关电子系统的速度、可靠性以及能源效率。 工程师利用有关的软件算法、硬件架构技术可以实现集成电路的低功耗设计。

### 信号、图像和语音处理
计算机工程的信号分支主要研究、开发与人机交互相关的内容，包括语音识别和生成、医学科技图像、通信系统等。这一领域的其他工作还包括计算机视觉开发，例如人类的脸部特征识别。

## 教育
对于从事计算机工程的入门级工程师，他们通常至少需要计算机工程相关专业的学士学位。由于学科的分支，许多相关内容在大学里隶属电机工程学，特别是那些涉及超大规模集成电路的分支专业。在许多学校，计算机工程专业的课程主要由电子工程的课程和计算机科学的课程组成。一些大型公司则要求其员工具有硕士学历。由于该领域的科学技术进展迅速，因此许多人在其职业生涯中也参加各种非学术的技术培训。